# Battaglia di Narasara
La battaglia di Narasara costituì uno dei primi scontri della guerra di posizione tra le truppe sasanidi di Sapore II e quelle romane del limes orientale di Costanzo II.

## Contesto storico
Sotto il re cristiano Tiridate III di Armenia, la maggior parte del suo regno si era convertita al cristianesimo (dal 301). Ma nel 334 il re armeno fu fatto prigioniero da Sapore II e condotto in Persia, costringendo gli Armeni ad invocare l'aiuto di Costantino I. Quest'ultimo scrisse al "re dei re" Sapore, il quale al termine di una lunga trattativa, decise di annettere l'Armenia e mise sotto minaccia la vicina provincia romana di Mesopotamia.
Costantino I fu così costretto a prepararsi per la grande guerra contro la Persia, a partire dalla fine del 336, Giovanni Lido non nasconde che il desiderio di Costantino era anche quello di eguagliare imperatori come Traiano e Settimio Severo nella conquista della Persia.

## Battaglia
Il grande sovrano cristiano affidò, allora, il settore orientale al figlio Costanzo II ed al nipote Annibaliano. Si racconta che già nel corso di quest'anno, il figlio del re sasanide, Narsete, riuscì ad avanzare fino ad Amida ed a occupare la città romana, ma poco dopo fu ucciso in battaglia dalle truppe romane accorrenti, non molto lontano da questa località (a Narasara). Ora la località della battaglia è stata identificata da alcuni con Hileia o Eleia, ai piedi della catena montuosa del Djebel Sindjar, lungo il fiume Nahr Ghiran.

## Conseguenze
Amida, poco dopo, tornò in mano romana e Costanzo dispose la costruzione di una nuova ed imponente cerchia di mura e torri, dove disporre anche di un grande arsenale di artiglieria, rendendo così la città pressoché inespugnabile.